# Weidetetanie
Weidetetanie auch Weidefieber genannt ist eine Erkrankung bei Wiederkäuern, die sich durch einen Magnesiummangel des Organismus ergibt. Magnesium ist im Muskel notwendig, um die zyklische Erschlaffung der Muskeln zu vermitteln. Bei Magnesiummangel kommt es daher zu einer Verkrampfung (Tetanie) der Muskeln.

## Ursachen und Vorkommen
Weidetetanie kann durch zu wenig Magnesium im Futter entstehen (primärer Magnesiummangel), daneben aber auch, wenn die Aufnahme des Magnesiums aus dem Futter vermindert ist (sekundärer Magnesiummangel). Ein sekundärer Magnesiummangel entsteht vor allem, wenn der Kaliumgehalt des Futters deutlich zu hoch ist (z. B. statt 1 % mehr als 3 % der Trockenmasse). Die Magnesiumabsorption findet bei Wiederkäuern nahezu ausschließlich im Pansen statt. Für die Aufnahme des Mg++ vom Innenraum in die Pansenepithelzelle gibt es einen potenzialabhängigen Transport (vermutlich durch einen Ionenkanal) und einen potenzialunabhängigen, der vermutlich über einen Cotransport mit Chlorid-Ionen abläuft. Die Abgabe von Mg++ vom Pansenepithel ans Blut erfolgt durch einen Na+-Mg++-Austauscher.
Weidetetanie kommt vor allem beim Weideauftrieb der Tiere vor, da in jungem Gras der Kaliumgehalt deutlich höher ist als in älterem. Daneben bedeuten besonders Kälteeinbrüche im Frühjahr durch ihre Auswirkungen auf das Wachstum des jungen Grases und damit auf dessen Kaliumgehalt eine Gefahr. Typisches, klinisches Bild ist das sogenannte „Festliegen“ der Tiere, d. h., sie sind nicht mehr in der Lage zu stehen und liegen (je nach Schwere-/Mangelgrad) in Brust- oder Seitenlage am Boden. 
Aufgrund der relativ ausgewogenen Futterrationen in der Rinderhaltung spielt die Erkrankung bei den Milchrindern heute eine völlig untergeordnete Rolle bzw. ist von anderen Stoffwechselerkrankungen (Milchfieber, Labmagenverlagerung etc.) verdrängt worden.

## Klinisches Bild
Eine klinisch manifeste Weidetetanie zeigt sich in Krämpfen, die meist mit Ohrenschlagen und heftigem Augenzwinkern beginnen und sich später mit steifen, sich überkreuzenden Hinterbeinen zeigt. Es treten häufig Zuckungen der Gliedmaßenmuskeln sowie ein gestreckter Kopf durch Krämpfe der Halsmuskulatur auf. Häufig findet sich starke Erregung, die bis zum Anrennen gegen Hindernisse und gesteigerter Aggressivität gehen können. Binnen weniger Minuten bis Stunden kommt es zum Festliegen mit zurückgestrecktem Kopf und rudernden Beinen sowie zu Apathie. Jeder äußere Reiz kann erneute Krampfanfälle auslösen. Schließlich werden die Tiere somnolent oder fallen sogar ins Koma. Typisch sind Herzrasen und hochgradige Dyspnoe. Der Tod tritt ohne Behandlung durch Herz-Kreislaufversagen ein.

## Behandlung
Der Behandlungserfolg richtet sich danach, wie schnell eine Therapie eingeleitet wird. Treten bereits Krämpfe auf, ist nicht mehr mit einer Selbstheilung zu rechnen, bei rechtzeitigem tierärztlichen Eingreifen lassen sich 70 % der Tiere retten. Die Initialbehandlung erfolgt durch Gabe Mg++-haltiger Infusionen unter ständiger Kontrolle der Herzfrequenz. Anschließend ist die orale Gabe von Magnesiumoxid möglich.

## Prophylaxe
- Mg-Gabe: Vor dem Weideaustrieb ein magnesiumreiches Mineralfutter zufüttern.
- keine abrupte Futterumstellung von Winter- zu Sommerration oder Strukturfutter beifüttern.
- Verbesserung der Mg-Resorption: Zufütterung von NaCl, Rohfasergehalt der Futterration erhöhen, Unterlassung extremer K- und N-Düngung
- Vermeidung von Stress